# Sede Jicchak
Sede Jicchak (hebr. שדה יצחק) – moszaw położony w Samorządzie Regionu Menasze, w dystrykcie Hajfa, w Izraelu.

## Położenie
Moszaw Sede Jicchak leży w północno-wschodniej części równiny Szaron na południe od masywu Góry Karmel, w otoczeniu miast Hadera i Baka-Dżatt, miasteczka Eljachin, kibucu Lahawot Chawiwa, oraz moszawów Achituw, Talme Elazar i Ma’or.

## Historia
Moszaw został założony w 1952 roku przez żydowskich imigrantów z Polski na miejscu wcześniejszej lokalizacji kibucu Lahawot Chawiwa. Nazwano go na cześć Jicchaka Sadego (1890-1952), założyciela oddziałów Palmach.

## Kultura i sport
W moszawie znajduje się ośrodek kultury, basen pływacki oraz boisko do piłki nożnej.

## Gospodarka
Gospodarka moszawu opiera się na intensywnym rolnictwie i uprawach kwiatów w szklarniach.

## Transport
Na wschód od moszawu przebiega autostrada nr 6, brak jednak możliwości bezpośredniego wjazdu na nią. Z moszawu wyjeżdża się na wschód na drogę nr 581, którą jadąc na północ dojeżdża się do drogi ekspresowej nr 61 i moszawu Ma’or, lub jadąc na południe dojeżdża się do moszawu Achituw i drogi nr 5815 prowadzącej na wschód do kibucu Maggal. Lokalna droga prowadzi na wschód do kibucu Lahawot Chawiwa.